# Zsivoczky Attila
Zsivoczky Attila (Budapest, 1977. április 29. –) világbajnoki bronzérmes magyar többpróbázó.

## Pályafutása
Hatéves koráig úszott. Kilencévesen kezdett atletizálni. Több számban is versenyzett, de magasugrásban volt a legkiemelkedőbb. 1993-ban az egyéni csúcsát kilenc centiméterrel megdöntve, 221 centiméterrel nyerte meg az európai ifjúsági olimpiai napok magasugró versenyét. Néhány héttel később az ifjúsági Európa-bajnokságon derékfájdalmai miatt 209 cm-t ért el a selejtezőben, ami a 13. helyhez volt elegendő. Az orvosi vizsgálat kezdődő porckorongsérvet állapított meg, ami miatt az év végéig háterősítő edzéseket végzett, és nem indult versenyeken. 1994 elején fedett pályán újabb korosztályos rekordokat érte el, majd magasugrásban győzött a gymnasiadén. A júliusi junior világbajnokságon negyedik lett. A dobogóról csak a több rontott kísérlete miatt szorult le. 1995 tavaszán sérülés miatt hosszabb ideig nem versenyzett. Az ifjúsági EB-n magasugrásban 10. volt, a tízpróbában nem indult el. 1996-ban hét- ás tízpróbában is ifjúsági csúcsot ért el. Augusztusban újabb csúccsal tízpróbában nyert korosztályos világbajnoki címet. Szeptembertől a Kansas State University hallgatója lett nemzetközi üzleti szakon.
Az 1997-es utánpótlás-Európa-bajnokságon negyedik lett. 1998 nyarán második volt az USA egyetemi bajnokságán. A júliusi tallinni többpróba-Európa-kupán 8103 ponttal egyéni csúcsot ért el, és teljesítette az Eb indulási szintjét is. Élete első felnőtt világversenyén, az 1998-as budapesti atlétikai Eb-n a 16. helyen zárt. 1999 áprilisában 8127 pontra javította a legjobb eredményét.Ezt az amerikai egyetemi bajnokságon 8129  pontra növelte, ami a második helyre volt elég. Július végén utánpótlás Európa-bajnok lett. A verseny során öt számban és összesítésben is egyéni csúcsot ért el. A 8379 ponttal a vb indulási szintet is teljesítette. Az augusztusi világbajnokságon tizedik helyen végzett. 2000-ben a fedett pályás Eb-n hétpróbában egyéni csúccsal negyedik lett. Júniusban Götzisben megdöntötte a magyar rekordot. Az olimpia tízpróbaküzdelmeit nyolcadikként zárta.
2001-ben nem indult hétpróbaversenyeken. Áprilisban a Debreceni AK versenyzője lett. Májusban 8173 ponttal ötödik lett Götzisben. A 2001-es edmontoni vb-n szintén negyedik lett a versenyszámában. A 2002-es fedett Eb-n az ötödik helyet szerezte meg. A májusban kezdődött ülőgumó fájdalmai miatt, az augusztusi Eb-n nem indult. 2003-ban a fedett ob-n második volt. A tallinni versenyen már az első nap elmaradt a várakozástól, így nem tudta teljesíteni a fedett vb kiküldetési szintjét. Legközelebb júniusban indult versenyen és 7923 pontot ért el. A világbajnokságon a 400 méteres futamban a célbaérkezéskor bukott és megsérült a lába. A második napon még bemelegített, de végül a versenyt nem folytatta. Szeptember végén mindkét achillesét megműtötték. 2004 május végén, Götzisben indulhatott újra versenyen. A 8126 pont olimpiai A szintet ért. Az athéni olimpián a pontszerző hatodik helyen zárt. 
A 2005-ös fedett pályás kontinensbajnokságon ötödikként végzett. A tavaszi felkészülése során a világcsúcstartó Roman Šebrlével közösen edzett három hétig Csehországban, majd egy hónapon át Kaliforniában. Ugyanebben az évben a Götzisben rendezett Hypo-Meetingen (8480) és az egy héttel későbbi arlesi vk versenyen (8320) is második lett. A világbajnokságot Bryan Clay és Šebrle mögött harmadikként fejezte be.
A 2005–2006-os téli felkészülést ismét Šebrlével közösen végezte el. Március elején meghúzódott a combhajlítója. A vizsgálatok semmilyen rendellenességet nem mutattak ki, de nem volt panaszmentes, ezért az egy héttel később rendezett fedett vb-n nem indult. Július elején a többpróba csapat Európa-kupán 8390 pontot teljesített. A 2006-os Eb-n csak Šebrle előzte meg, így ezüstérmes lett. Ezután az achillesét ismét megoperálták. 2007 tavaszán egy távolugróedzés közben beszakadt a vádlija, ezért hat hét kihagyásra kényszerült. Emiatt a vb volt az első tízpróba versenye az évben. Az oszakai világbajnokságot a 12. helyen zárta és teljesítette az olimpiai szintet. 2008 februárjában harmadszor műtötték az achillesét. A nyár elején a talpában szakadt el egy izom. A pekingi olimpián a 100 métert még teljesítette, de a távolugrásra már nem tudott bemelegíteni a fájdalmai miatt. Ezért feladta a versenyt. Ősszel újra edzésbe állt, de novemberben újabb achilles műtétre volt szükség.
2009 áprilisában a Magyar Atlétikai Szövetség elnökségének tagja lett. Az olimpia után 2010 februárjában indult újra versenyen. Szeptemberben három év után tudott egy tízpróbaversenyt végig teljesíteni, ezzel megszerezte első magyar bajnoki címét. 2011 júliusában a tízpróba csapat Európa kupán 7191 pontot szerzett. 2011-től a Kecskeméti Atlétikai és Rugby Club edzője lett. 2012-től Farkas Györgyi edzéseit irányította. 2013-ban a Gödöllői EAC egy csoportját trenírozta. Emellett a Testnevelési Egyetemen tanszéki mérnökként tevékenykedett. 2014-ben fedett pályán magyar bajnok lett. Júliusban 7849 ponttal teljesítette az Eb kiküldetési szintet. A 2014-es Európa-bajnokságon a 17. eredményt érte el. 2019-ben indult újra tízpróba versenyen. A magyar bajnokságot 42 évesen megnyerte. Ezt követően bejelentette, hogy nem indul több tízpróba versenyen.

## Eredményei
Magyar bajnokság
- 110 m gát
  - ezüstérmes: 2006
- Magasugrás
  - aranyérmes: 1998
  - ezüstérmes: 1994, 1997, 2007
- Rúdugrás
  - ezüstérmes: 2001
- 4 × 400 m
  - aranyérmes: 1998, 2001, 2002
- Tízpróba
  - aranyérmes: 2010, 2013, 2019

Fedett pályás magyar bajnokság
- 60 m gát
  - bronzérmes: 2006
- Magasugrás
  - aranyérmes: 2000, 2001
  - bronzérmes: 1994, 1996
- Rúdugrás
  - bronzérmes: 2005
- Hétpróba
  - aranyérmes: 2014
  - ezüstérmes: 2003
  - bronzérmes: 2000

## Rekordjai
Magasugrás
- 221 cm (1993., Valkenswaard) serdülő országos csúcs[38]
- 219 cm (1994. január 28., Budapest) fedett pályás serdülő országos csúcs[39]
- 222 cm (1994. június 25., Budapest) serdülő országos csúcs[40]

Hétpróba
- 4772 (1993. február 25., Budapest) fedett pályás serdülő országos csúcs[41]
- 5421 (1994. január 29., Budapest) fedett pályás serdülő és ifjúsági országos csúcs[39]
- 5448 (1996. január 29., Budapest) fedett pályás ifjúsági országos csúcs[42]

Tízpróba
- 7291 (1994. június, Budapest) serdülő országos csúcs[43]
- 7470 (1994, szeptember 3., Budapest) serdülő országos csúcs[44]
- 7786 (1995. szeptember 10., Budapest) ifjúsági országos csúcs[45]
- 7343 (1996. június 16., Lage) ifjúsági országos csúcs, felnőtt feltételekkel[46]
- 7582 (1996. augusztus 22., Sydney) ifjúsági országos csúcs, felnőtt feltételekkel
- 8554 (2000. június 4., Götzis) országos csúcs

## Legjobb eredményei évenként
- 1996: 7582
- 1997: 7804
- 1998: 8103 (világranglista: 28.)[47]
- 1999: 8379 (10.)[48]
- 2000: 8554 (7.)[49]
- 2001: 8371 (7.)
- 2002: 8175 (10.)
- 2003: 7923
- 2004: 8287 (9.)
- 2005: 8480 (4.)[50]
- 2006: 8390 (5.)
- 2007: 8017
- 2008: –
- 2009: –
- 2010: 7708 (62.)
- 2011: 7191
- 2012: 7703
- 2013: 7569
- 2014: 7849
- 2019: 7109

## Díjai, elismerései
- Kiváló ifjúsági sportoló: 1995, 1997
- Az év magyar utánpótlás atlétája: 1999[51]
- Az év magyar atlétája: 2001, 2005, 2006
- Magyar Köztársasági Bronz Érdemkereszt: 2004
- Az év magyar férfi sportolója választás, második: 2006

## Családja
Édesapja Zsivótzky Gyula (1937–2007) olimpiai bajnok kalapácsvető, édesanyja Komka Magdolna válogatott magasugró. Fivére Zsivóczky Gyula ifjúsági Európa-bajnok labdarúgó, felesége Zsivoczky-Farkas Györgyi Eb-bronzérmes többpróbázó.